# Pellaea wrightiana
Pellaea wrightiana är en kantbräkenväxtart som beskrevs av William Jackson Hooker. Pellaea wrightiana ingår i släktet Pellaea och familjen Pteridaceae. Inga underarter finns listade.